# Haig Oundjian
Haig Oundjian (né le 16 mai 1949 à Purlay dans le Grand Londres en Angleterre), est un patineur artistique britannique. Il a été trois fois champion de Grande-Bretagne (1969, 1970, 1972).

## Biographie

### Carrière sportive
Haig Oundjian est triple champion de Grande-Bretagne en 1969, 1970 et 1972. En 1971, il est battu par son illustre compatriote John Curry, qui est de la même génération.
Entre 1968 et 1972, il participe à neuf grandes compétitions internationales:
- quatre championnats d'Europe (6e en 1969 à Garmisch-Partenkirchen, 6e en 1970 à Léningrad, médaillé de bronze en 1971 à Zurich derrière le tchécoslovaque Ondrej Nepela et le soviétique Sergueï Tchetveroukhine, et 4e en 1972 à Göteborg)
- trois championnats du monde (il abandonne la compétition en 1969 à Colorado Springs, 9e en 1970 à Ljubljana et 6e en 1971 à Lyon ce qui constitue son meilleur classement mondial.
- deux olympiades d'hiver (17e en 1968 à Grenoble et 7e en 1972 à Sapporo)

Il quitte le patinage amateur en 1972 après avoir déclaré forfait pour les championnats du monde de 1972 à Calgary.

### Reconversion
Haig Oundjian a été directeur d'une société de distribution de tapis au Canada et un partenaire de la société de merchandising Corporate Couture.
Il est resté fortement impliqué dans le milieu du sport en Angleterre. Il a été par exemple directeur de Watford Football Club.
Dans une interview de 2005, il se souvient de l'époque où il pratiquait le sport de haut niveau : "Je m'entraînais avant l'école car toutes les patinoires étaient pleines en soirée. Au moment des Jeux Olympiques de 1968, alors que je préparais mon A-level, je ne pouvais m'entraîner que le samedi de 23 heures à 1 heure de matin. Cela m'a beaucoup appris sur l'auto-discipline." (“I had to train before school as in the evenings all the rinks were full. At the time of the ’68 Olympics I was doing mock A-levels and could only train on Saturdays from 11pm to 1am. It taught me a lot about self-discipline.”) "Le sport m'a beaucoup appris sur l'auto-discipline, la motivation, le respect des adversaires et de répondre à l'échec en faisant autre chose." (“Sport taught me about self-discipline, motivation, respect for opponents and to respond to failure by just getting on with it.”).
Depuis 2008 il est l’actionnaire de la société SCI H2H pour l’entreprise Maurer Carpets France basé à Erstein. Depuis cette entreprise a fait faillite pour être rachetée par la société SDE.

## Palmarès
| Compétition                         | 1965 | 1966 | 1967 | 1968 | 1969 | 1970 | 1971 | 1972 |
| Jeux olympiques d'hiver             |      |      |      | 17e  |      |      |      | 7e   |
| Championnats du monde               |      |      |      |      | A    | 9e   | 6e   | F    |
| Championnats d’Europe               |      |      |      |      | 6e   | 6e   | 3e   | 4e   |
| Championnats de Grande-Bretagne     | 4e   | F    | 2e   | 2e   | 1er  | 1er  | 2e   | 1er  |
| Légende : F = forfait ; A = Abandon |      |      |      |      |      |      |      |      |